# さわ餅

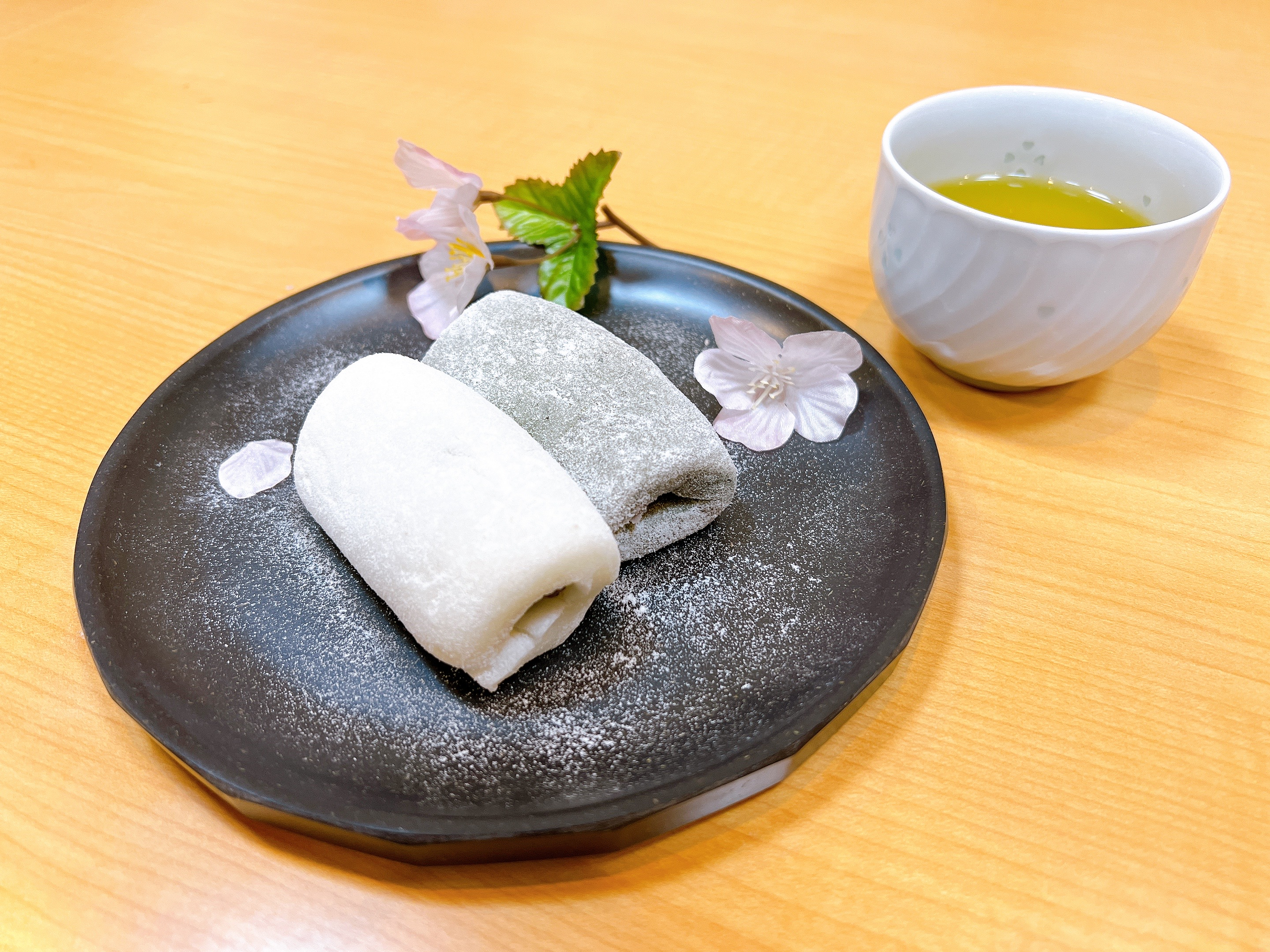
松阪のさわ餅

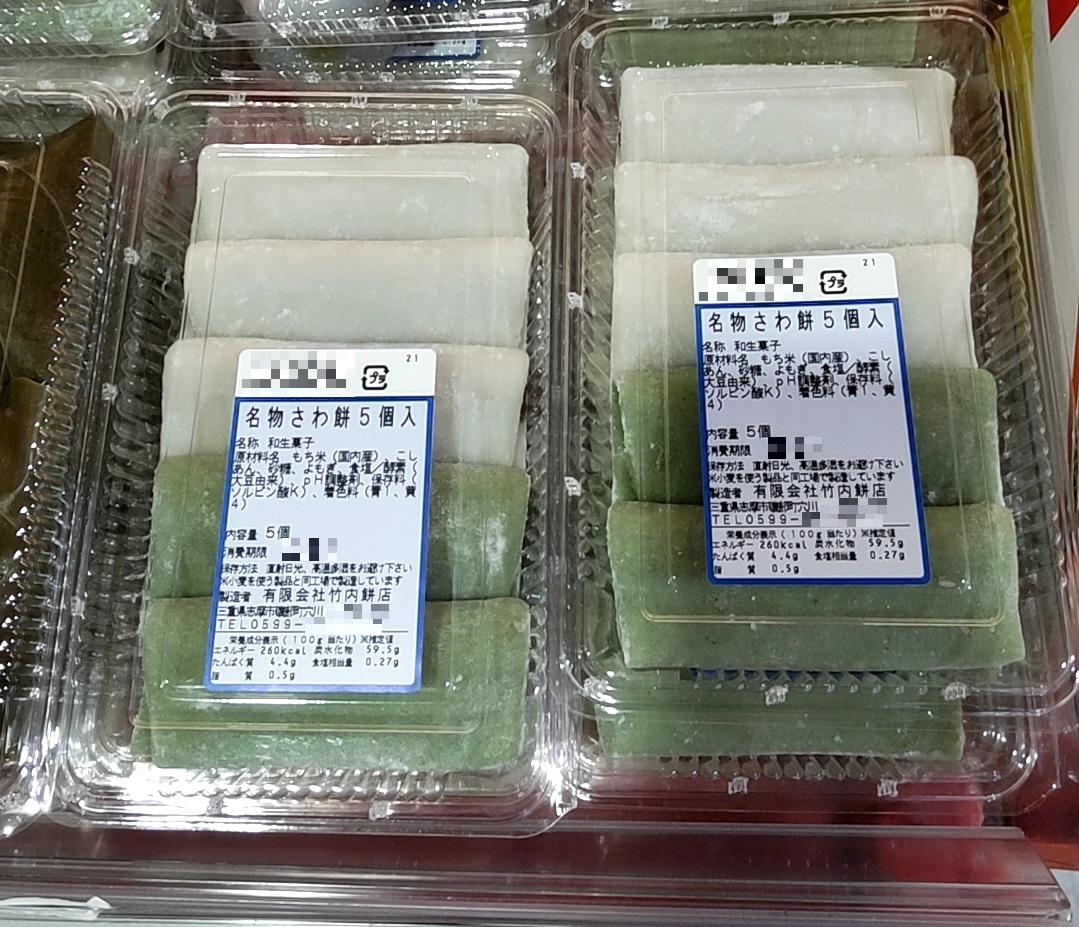
志摩のさわ餅

さわ餅（さわもち）は、三重県の南勢志摩地方で生産される餅を使った郷土菓子。正方形の餅で小豆餡をくるんだものである。志摩市磯部町が発祥の地であるとされるが、松阪市でも多くの和菓子店で商品として取り扱っている。

## 由来
志摩市磯部町上之郷にある伊雑宮では毎年6月24日に御田植祭を催行している。祭りの中で、男達が田で泥だらけになりながら忌竹（いみだけ）を奪い合う「竹取神事」と呼ばれる神事が行われ、志摩地方にはその竹を持ち帰り漁業繁盛の守り神とする風習がある。この神事とのかかわりの中で天保年間（1830年 - 1844年）頃にさわ餅が生まれたとされており、次の2つの説が挙げられている。なお志摩市磯部町恵利原に伝わる恵利原早餅つきも同じ頃に始まったとされる。
- 竹取神事に使う笹竹にちなんだ「笹餅」が転訛して「さわ餅」となった[3][8][6][11][12]。
- 竹取神事に使う棹竹に形を似せた「棹餅」が転訛して「さわ餅」となった[8][4][12][13]。

一方松阪市には、沢の水で手返しをして作った餅であるから「さわ餅」となったという別の説も伝わっている。

## 製法と生産店舗

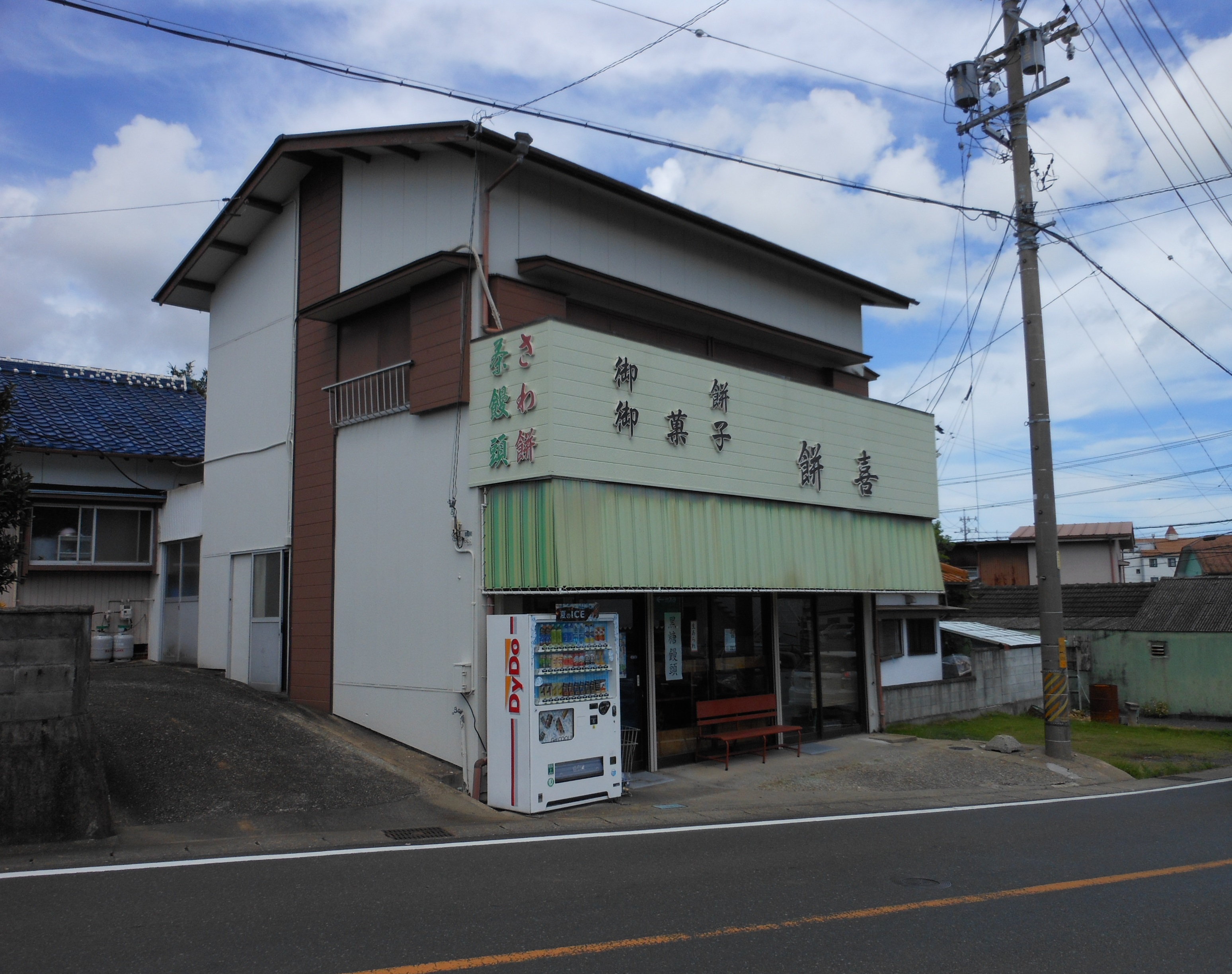
餅喜商店

さわ餅の生産・販売を手掛ける和菓子店は志摩市・伊勢市・松阪市にあるが、地域による製法の違いはない。ついた餅を薄く延ばし、正方形に形を整え、小豆餡を載せて2つ折りにするというシンプルな製法である。2つ折りにすると竹に似た長細い形になる。土台となる餅は白餅とよもぎ餅の2種類ある。餅に挟む小豆餡は、志摩ではこしあんを使うが、松阪では粒あんを使う。ほんのりと塩味のする甘さ控えめの餅である。
松阪市には多くのさわ餅生産店舗があり、「餅を食べる」と言うとさわ餅を指すほどに広く定着している。特に文政2年（1819年）創業の「伊賀屋」と天保元年（1830年）創業の「福徳餅」（本店は西町）が代表的な店舗であったが、伊賀屋は閉店した。福徳餅本舗（湊町）はさわ餅以外にも福徳餅やぜんざい、赤飯なども扱うが、福徳餅本店（西町）ではぜんざいは扱っておらず、さわ餅の他に福徳餅、ごま塩大福、あんころ餅、赤飯などを販売する。
一方、発祥の地とされる志摩市磯部町で生産する店舗は「餅喜商店」と「竹内餅店」の2軒のみである。この2店舗で使う小豆餡は北海道産の大納言という品種のアズキを原料とし、餅つきは機械を使わず杵で搗く。餅喜商店は店頭販売のみであるが、竹内餅店では伊勢志摩のスーパーマーケットなどにも卸している。このため、2013年（平成25年）9月8日に日本テレビ系列で放送された『ザ!鉄腕!DASH!!』の企画「0円食堂」では、道の駅伊勢志摩でさわ餅を発見した城島茂が竹内餅店を訪問し、さわ餅の切れ端をゲットした。
伊勢市では、へんば餅を生産する「へんばや商店」やマスヤの関連企業「和菓子の万寿や」などがさわ餅の生産も行っている。市内の観光地「おかげ横丁」でも取扱店が数軒ある。へんばや商店では、さわ餅にへんば餅と同じ餡を使用する。和菓子の万寿やでは、こしあんを赤福から仕入れていたため、同社の偽装事件が発覚した際に、売れ残りの赤福餅から取った餡（社内で「むきあん」と呼称）をさわ餅に使っていたことが判明した。

## 文化
生産店舗のある松阪・伊勢・志摩のそれぞれで地域の名物として認識されている。松阪では地元企業のクラギが、毎年敬老の日頃にさわ餅を松阪市社会福祉協議会に寄贈しており、市内の老人ホームなどに配られている。志摩では天の岩戸（恵利原の水穴）での花見茶会や伊勢志摩サイクリングフェスティバル、鳴海製陶の子会社・三重ナルミの特別アウトレットセールなどの地域のイベントで名物として振る舞われることがある。2015年（平成27年）12月にサークルKサンクスが伊勢志摩サミット応援商品として伊賀地方を除く三重県全域と和歌山県の一部店舗でさわ餅を販売した際には「伊勢のさわ餅」の商品名で販売され、伊勢名物として扱われた。